# Archiplutodes prasina
Archiplutodes prasina là một loài bướm đêm trong họ Geometridae.